# رونی کوپ
رونی کوپ (انگلیسی: Ronnie Cope؛ زادهٔ ۵ اکتبر ۱۹۳۴) یک بازیکن فوتبال اهل بریتانیا است.
از باشگاه‌هایی که در آن بازی کرده‌است می‌توان به باشگاه فوتبال لوتون تاون، باشگاه فوتبال نورتویچ ویکتوریا، و باشگاه فوتبال منچستر یونایتد اشاره کرد.